# 242-я танковая бригада
242-я танковая  Краснознаменная  ордена Суворова бригада — танковая бригада Красной армии в годы Великой Отечественной войны.
Сокращённое наименование — 242 тбр.

## Боевой и численный состав
Бригада сформирована по штатам №№ 010/270-010/277 от 31.07.1942 г.:
- Управление бригады [штат № 010/270]
- 1-й отд. танковый батальон [штат № 010/271]
- 2-й отд. танковый батальон [штат № 010/272]
- Мотострелково-пулеметный батальон [штат № 010/273]
- Истребительно-противотанковая батарея [штат № 010/274]
- Рота управления [штат № 010/275]
- Рота технического обеспечения [штат № 010/276]
- Медико-санитарный взвод [штат № 010/277]

Директивой ГШКА № орг/3/2336 от 28.03.1944 г. переведена на штаты №№ 010/500-010/506:
- Управление бригады [штат № 010/500]
- 1-й отд. танковый батальон [штат № 010/501],
- 2-й отд. танковый батальон [штат № 010/501],
- 3-й отд. танковый батальон [штат № 010/501]
- Моторизованный батальон автоматчиков [штат № 010/502]
- Зенитно-пулеметная рота [штат № 010/503]
- Рота управления [штат № 010/504]
- Рота технического обеспечения [штат № 010/505]
- Медсанвзвод [штат № 010/506]

## Подчинение
Периоды вхождения в состав Действующей армии:
- с 31.05.1943 по 10.09.1943 года.
- с 05.01.1944 по 11.05.1945 года.[1]

| Дата            | Фронт (округ)        | Армия              | Корпус               | Дивизия | Бригада | Примечания |
| --------------- | -------------------- | ------------------ | -------------------- | ------- | ------- | ---------- |
| 01.06.1943 года | Воронежский фронт    | 1-я танковая армия | 31-й танковый корпус |         |         |            |
| 01.07.1943 года | Воронежский фронт    | 1-я танковая армия | 31-й танковый корпус |         |         |            |
| 01.08.1943 года | Воронежский фронт    | 1-я танковая армия | 31-й танковый корпус |         |         |            |
| 01.09.1943 года | Воронежский фронт    | 1-я танковая армия | 31-й танковый корпус |         |         |            |
| 01.10.1943 года | Воронежский фронт    | 1-я танковая армия | 31-й танковый корпус |         |         |            |
| 01.11.1943 года | Воронежский фронт    | 1-я танковая армия | 31-й танковый корпус |         |         |            |
| 01.12.1943 года | РВГК                 |                    | 31-й танковый корпус |         |         |            |
| 01.01.1944 года | РВГК                 |                    | 31-й танковый корпус |         |         |            |
| 01.02.1944 года | 1-й Украинский фронт | 1-я танковая армия | 31-й танковый корпус |         |         |            |
| 01.03.1944 года | 1-й Украинский фронт | 1-я танковая армия | 31-й танковый корпус |         |         |            |
| 01.04.1944 года | 1-й Украинский фронт | 1-я танковая армия | 31-й танковый корпус |         |         |            |
| 01.05.1944 года | 1-й Украинский фронт |                    | 31-й танковый корпус |         |         |            |
| 01.06.1944 года | 1-й Украинский фронт |                    | 31-й танковый корпус |         |         |            |
| 01.07.1944 года | 1-й Украинский фронт |                    | 31-й танковый корпус |         |         |            |
| 01.08.1944 года | 1-й Украинский фронт |                    | 31-й танковый корпус |         |         |            |
| 01.09.1944 года | 1-й Украинский фронт |                    | 31-й танковый корпус |         |         |            |
| 01.10.1944 года | 1-й Украинский фронт |                    | 31-й танковый корпус |         |         |            |
| 01.11.1944 года | 1-й Украинский фронт |                    | 31-й танковый корпус |         |         |            |
| 01.12.1944 года | 1-й Украинский фронт |                    | 31-й танковый корпус |         |         |            |
| 01.01.1945 года | 1-й Украинский фронт |                    | 31-й танковый корпус |         |         |            |
| 01.02.1945 года | 1-й Украинский фронт |                    | 31-й танковый корпус |         |         |            |
| 01.03.1945 года | 1-й Украинский фронт |                    | 31-й танковый корпус |         |         |            |
| 01.04.1945 года | 1-й Украинский фронт |                    | 31-й танковый корпус |         |         |            |
| 01.05.1945 года | 4-й Украинский фронт |                    | 31-й танковый корпус |         |         |            |

## Командиры

### Командиры бригады
- Соколов Виктор Петрович, подполковник (27.01.1944 ранен и умер ран), 01.05.1943 - 27.01.1944 года.[2]
- Компаниец Андрей Яковлевич, майор, врио. 27.01.1944 - 25.04.1944 года.[3]
- Тимофеев Михаил Егорович, полковник (08.02.1945 ранен и эвакуирован в тыл), 26.04.1944 - 08.02.1945 года.[4]
- Хуртин Георгий Михайлович, подполковник, врио. 02.03.1945 - 00.03.1945 года.[5]
- Макров Николай Павлович, полковник, 00.03.1945 - 10.06.1945 года.

### Начальники штаба бригады
- Смирнов Александр Федорович, подполковник (снят с должности и предан трибуналу) 07.06.1943 - 20.01.1944 года.[6]
- Каминский, майор, 00.02.1944 - 00.10.1944 года.[7]
- Приходько Василий Ильич, подполковник, 11.06.1944 - 26.10.1944 года.
- Уразманов Фаиз Ахметович, майор, 18.10.1944 - 00.04.1945 года.[8]
- Белявитин Дмитрий Павлович, подполковник, 00.04.1945 - 10.06.1945 года.[9]

### Заместитель командира бригады по строевой части
- Компаниец Андрей Яковлевич, майор (28.07.1945 погиб в бою), 00.09.1943 - 28.07.1944 года.
- Бородин Александр Сидорович, полковник (в сентябре 1944  ранен и эвакуирован в тыл) 25.09.1944 - 00.09.1944 года.
- Хуртин Георгий Михайлович, подполковник, 00.09.1944 - 00.10.1945 года.

### Начальник политотдела, заместитель командира по политической части
Ветриченко Василий Емельянович, подполковник, с 21.11.1944 полковник, 16.06.1943 - 06.09.1945 года.

## Отличившиеся воины

### Герои Советского Союза
| Награда | Ф.И.О                            | Должность              | Звание            | Дата награждения                                           | Примечания |
| ------- | -------------------------------- | ---------------------- | ----------------- | ---------------------------------------------------------- | ---------- |
|         | Анчугов, Александр Галактионович | командир танковой роты | старший лейтенант | Указ Президиума Верховного Совета СССР от 23.09.1944 года. |            |
|         | Нелюбов, Василий Григорьевич     | командир танка         | младший лейтенант | Указ Президиума Верховного Совета СССР от 29.06.1945 года. |            |

## Награды и наименования
| Награда, наименование     | Документ о награждении                      | За что получена |
| ------------------------- | ------------------------------------------- | --- |
| Орден Красного Знамени    | Приказ ВС СССР от 01.09.1944 года.          | За образцовое выполнение заданий командования в боях при прорыве обороны немцев западнее Сандомира и проявленные при этом доблесть и мужество                                   |
| Орден Суворова II степени | Указ Президиума ВС СССР от 19.02.1945 года. | За образцовое выполнение заданий командования в боях с немецкими захватчиками, за овладение городами Ченстохова, Пшедбуж и Радомско и проявленные при этом доблесть и мужество. |